# 용산중학교 (서울)
용산중학교(龍山中學校)는 대한민국 서울특별시 용산구 용산동2가에 있는 공립 중학교이다.

## 학교 연혁
- 1945년 8월 15일 : 일본인 교육기관이었던 본교를 서울시가 인수함
- 1945년 9월 9일 : 개교, 김용하 초대 교장 부임, 용산중학교로 개명(6년제)
- 1950년 6월 25일 : 6.25 전쟁으로 임시 휴교함
- 1951년 3월 7일 : 부산 송도 해변교사에서 피난 학교 개교
- 1951년 8월 31일 : 교육법 개정에 따라 용산 중,고등학교로 분리 (중 15학급, 고 21학급 교장 겸임)
- 1952년 3월 30일 : 중학교 3년제 제1회 졸업식(249명)
- 1952년 6월 20일 : 부산 가교사 신축낙성(직원실) 교실 17개
- 1953년 9월 18일 : 서울 수복(부산 피난학교 폐교)
- 1991년 8월 31일 : 본관 신축공사 완공(21개 교실) 및 이전
- 2002년 : 신축교사 준공
- 2003년 12월 3일 : 도서관 리모델링 개관
- 2011년 6월 16일 : 체육관 개관식
- 2020년 9월 1일 : 제30대 이상배 교장 취임
- 2022년 1월 7일 : 제71회 졸업식(졸업생 32,163명)
- 2022년 3월 2일 : 입학식(신입생 5개반 101명 입학)

## 참고 자료
- 용산중학교 - 한국교육학술정보원 학교알리미